# Église Notre-Dame-de-l'Assomption de Caussade
L'église Notre-Dame-de-l'Assomption de Caussade (anciennement Notre-Dame del Fraisse) est une église située à Caussade dans le département de Tarn-et-Garonne, en France.

## Histoire
Une première église est construite à la fin du XIIIe siècle et au début du XIVe siècle. Un bail de 1455 mentionne la construction de la charpente de l'église au-dessus du chœur. Le 11 décembre 1494, le notaire Arnaud Prunas fait un don à l'œuvre de construction de l'église. À la fin de l'année 1501 une travée est décintrée.
La base de la tour-clocher est construite en pierre calcaire du Quercy. La partie supérieure est construite en brique. une inscription latine donne la date de 1512. La construction s'est poursuivie jusqu'en 1530.
Après avoir pris Lauzerte le 15 août 1562, le capitaine calviniste Symphorien de Durfort, sieur de Duras, s'était dirigé sur Caylus qu'il a emporté de force et saccagé le 22 août. Il s'est ensuite dirigé vers le Haut Quercy, prend Gourdon le 3 septembre, puis Rocamadour qu'il pille et détruit les reliques de saint Amadour. Il s'est emparé de Caussade le 8 septembre alors qu'il se dirigeait vers Montauban. Il fait précipiter du haut du clocher de l'église les ecclésiastiques. L'église Notre-Dame est incendiée ainsi que le château qui était situé à son chevet. L'église est détruite après 1570 pour réparer l'enceinte de la ville, sauf le clocher qui sert de tour de guet. Les habitants se sont alors réunis dans la tour d'Arles pour célébrer la messe.
Caussade était devenue en 1562 une place forte protestante, dans l'orbite de Montauban la capitale des Réformés du Sud-Ouest. Les doctrines de Jean Calvin y ont été prêchées pour la première fois le 3 août 1561 par le diacre . Assiégée, la petite place forte calviniste s'est rendue aux troupes de Louis XIII pendant la première campagne de 1621. Dans un arrêt d'octobre 1624, le parlement de Toulouse condamne les habitants de Caussade à rétablir l'église Notre-Dame-de-l'Assomption avec les matériaux provenant de la démolition de l'enceinte. C'est le curé de la paroisse qui réunit les fonds. La première pierre est posée le 16 mai 1633. L'église est terminée et bénie en 1637.
La tour-clocher est restaurée à plusieurs reprises. La plus documentée est celle entreprise par Eugène Viollet-le-Duc, entre 1839 et 1847. Il a ajouté les créneaux en partie supérieure de la base en pierre.
Considérée comme trop petite pour recevoir une population catholique en croissance, une reconstruction de l'église est décidée en 1859. En 1873, l'architecte Henry Bach est choisi en 1873. L'église a été reconstruite à partir de 1878 suivant les plans et sous la direction de l'architecte Gabriel Bréfeil qui a été l'élève d'Henry Bach. La maîtrise d'ouvrage est assurée par le conseil de fabrique, sous la direction du curé Victor Lagrange.

## Description
L'église a été construite dans le style néo-gothique, suivant le type des églises gothiques méridionales.

### Dimensions
Dimensions intérieures de l'église :
- longueur : 56,30 m
- largeur : 20,60 m
- hauteur du clocher : 53,40 m[8].

### Vitraux
Les vitraux ont été réalisés par l'atelier de Gustave Pierre Dagrant.

## Protection
Le clocher de l'église a été classée au titre des monuments historiques en 1840, le reste de l'église a été inscrit par arrêté du 9 novembre 2015.